# 海姆达尔

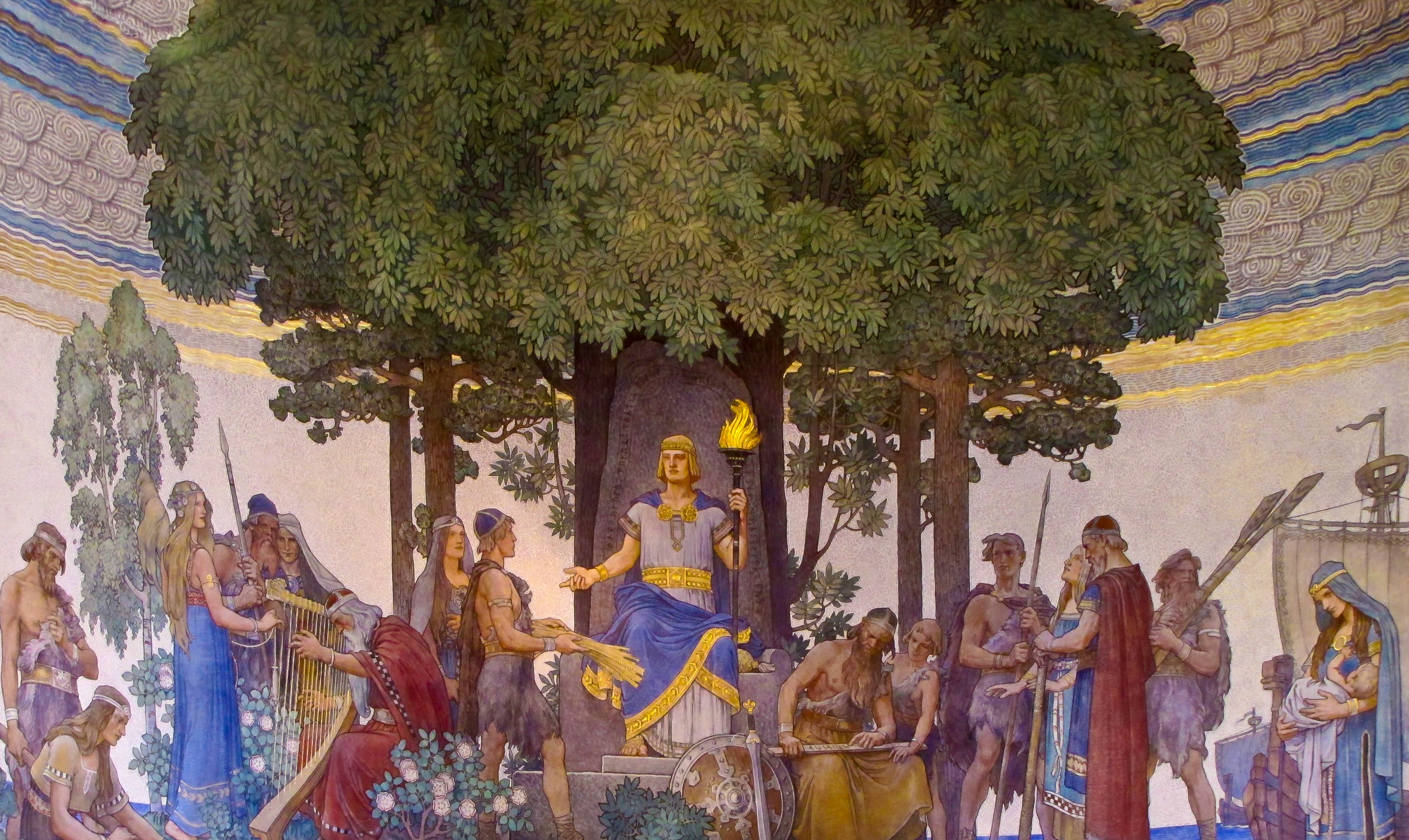
Nils Asplund在1907年作的畫，海姆達爾將眾神賜與的禮物帶給人類（Heimdallr brings forth the gift of the gods to mankind ）。

海姆達爾（古北歐語：Heimdallr），是光之神、破曉之神。是北歐神話中一個比較神秘的神祇。他的另一個化名是里格（Ríg）。

## 身世與任務
在北歐兩大神族群裡，尚不能確定海姆達爾是屬於阿薩神族還是華納神族。一般認為其父親為奧丁（Odin），但也有人認為和海洋有密切關係的海姆達爾，應屬於掌管海、風等物的華納神族。傳說中，海姆達爾的母親是九個姊妹，〈海姆達爾之神秘〉詩中提到：「我是九個母親的孩子，也是九個姊妹的兒子」，詩中所指的這九個姊妹可能是海浪的化身。
海姆達爾是阿斯嘉特的守護者，為了肩負這樣的任務，諸神讓他擁有最好的眼睛，即使在黑夜中也可看到螞蟻的爬動。給他非常靈敏的耳朵，連草木、羊毛生長的聲音也可聽到，而且日夜不休息也不會疲憊。他還擁有一個名為「加拉爾（Gjallarhorn）」的警告號角。海姆達爾平日就守在彩虹橋附近，用他過人的眼睛和耳朵監視著，不讓巨人偷跑進神國領域。但他也有自己的宮殿「希敏約格」（Himinbjorg)，意即「天衛之宮」）。另外，他的馬叫「古爾托普」（Gultopp，意即「金頂」）。 他最討厭的人是邪神洛基（Loki），因此他也被稱作「洛基的敵人」。在諸神的黃昏中，海姆達爾將會和洛基展開對決。同時，他也是最後倒下的神。
由於他的任務關係，他也常被比喻作大天使加百利。也有人認為他象徵著世界之樹的人格。最特別的是海姆達爾有一口金牙齒，故又有別名叫古爾林塔尼（Gullintani，金齒者）。另外他也被叫做「白神」或「白阿薩」，一說是因為他的皮膚白皙。另一說法是和芬族的祖神「白色的年輕人」有關。也有人認為海姆達爾其實是長著尖角的公羊化身。

## 人類之祖和三個階級
傳說中，人類的三個階級是海姆達爾創出來的。他曾化名為里格，並在三個家庭中住宿。
第一個家庭住著一對老夫妻，名叫艾（Ai，曾祖父）和愛達（Edda，曾祖母）。他們過著勤勞、刻苦的生活，里格（海姆達爾）離開後，這家庭生下一個孩子，被命名為「薩爾」（Thrall），亦即「奴隸」。薩爾後來娶了一個醜陋的姑娘瑟爾（Thyr，女奴）為妻，他們生了十二個兒子和九個女兒，所有「奴隸」階級的人都是從他們傳下來的。
第二個家庭較為富裕，這家的男主人名叫亞菲（Afi，祖父），女主人名叫亞瑪（Amma，祖母），他們擅長馴養牲畜，造屋理田。里格離開後，這家庭生下一個孩子，被命名為「卡爾」（Karl），亦即「農民」。後娶一妻索娜（Snor，兒媳），生下十二個兒子和十個女兒，是為農民與牧人，即「自由民」階級的祖先。
第三個家庭非常富有，這家的男主人名叫法迪爾（Fadir，父），女主人名叫莫迪爾（Modir，母），他們擁有精美的裝飾品，配戴者的氣質優雅。里格離開後，這家庭生下一個孩子，被命名為「雅爾」（Jarl），亦即「王侯」。雅爾長大後，海姆達爾就又出現在他面前，讓他繼承了大量的金銀，又教他如尼文字。於是雅爾在戰爭中獲得許多土地和財富，後娶赫希爾（Hersir，領主）美麗的女兒愛娜（Erna，活潑）為妻，生下十一個兒子，是為斯堪的納維亞諸邦王室及貴族之始祖。
這三個階級的人，不論貴賤，都將里格（海姆達爾）視為人類的祖先與守護神。

## 大眾文化
1. 漫威漫畫–雷神索爾系列電影中的同名角色。在漫威電影宇宙中由伊卓瑞斯·艾巴飾演。
2. 神魔之塔–火屬性神族召喚獸，五星「海姆達爾」、六星「熾焰神衛·海姆達爾」、七星「無挽狂意 ‧ 海姆達爾」。
3. 戰神：諸神黃昏–加拉爾號角的持有者，有讀心的能力，因而能夠預先知曉他人的意圖。在遊戲中對阿特柔斯（洛基）抱持敵意。